# Switched at Birth (Fernsehserie)/Episodenliste
Diese Episodenliste enthält alle Episoden der US-amerikanischen Dramaserie Switched at Birth, sortiert nach der US-amerikanischen Erstausstrahlung. Zwischen 2011 und 2017 entstanden in fünf Staffeln insgesamt 103 Episoden mit einer Länge von jeweils etwa 45 Minuten.

## Übersicht
| Staffel | Episodenanzahl | Erstausstrahlung USA | Erstausstrahlung USA | Deutschsprachige Erstausstrahlung | Deutschsprachige Erstausstrahlung |
| Staffel | Episodenanzahl | Staffelpremiere      | Staffelfinale        | Staffelpremiere                   | Staffelfinale                     |
| ------- | -------------- | -------------------- | -------------------- | --------------------------------- | --------------------------------- |
| 1       | 30             | 6. Juni 2011         | 22. Oktober 2012     | 20. Januar 2014                   | 25. August 2014                   |
| 2       | 21             | 7. Januar 2013       | 19. August 2013      | 1. September 2014                 | 17. November 2014                 |
| 3       | 22             | 13. Januar 2014      | 8. Dezember 2014     | 21. September 2015                | 15. Februar 2016                  |
| 4       | 20             | 6. Januar 2015       | 26. Oktober 2015     |                                   |                                   |
| 5       | 10             | 24. Januar 2017      | 11. April 2017       |                                   |                                   |

## Staffel 1
Die Erstausstrahlung der ersten Staffel war vom 6. Juni 2011 bis zum 22. Oktober 2012 auf dem US-amerikanischen Kabelsender ABC Family zu sehen. Die deutschsprachige Erstausstrahlung sendete der deutsche Free-TV-Sender Disney Channel vom 20. Januar bis zum 25. August 2014.
| Nr. (ges.) | Nr. (St.) | Deutscher Titel                                       | Originaltitel                              | Erstausstrahlung USA | Deutschsprachige Erstausstrahlung (D) | Regie           | Drehbuch                            |
| ---------- | --------- | ----------------------------------------------------- | ------------------------------------------ | -------------------- | ------------------------------------- | --------------- | ----------------------------------- |
| 1          | 1         | Dies ist keine Pfeife                                 | This Is Not a Pipe                         | 6. Juni 2011         | 20. Jan. 2014                         | Steve Miner     | Lizzy Weiss                         |
| 2          | 2         | American Gothic                                       | American Gothic                            | 13. Juni 2011        | 27. Jan. 2014                         | Steve Miner     | Lizzy Weiss                         |
| 3          | 3         | Portrait meines Vaters                                | Portrait of My Father                      | 20. Juni 2011        | 3. Feb. 2014                          | Michael Schultz | Becky Hartman Edwards               |
| 4          | 4         | Der Schwertertanz                                     | Dance Amongst Daggers                      | 27. Juni 2011        | 10. Feb. 2014                         | Steve Miner     | Chad Fiveash & James Stoteraux      |
| 5          | 5         | Hunde beim Poker                                      | Dogs Playing Poker                         | 4. Juli 2011         | 17. Feb. 2014                         | Bethany Rooney  | Joy Gregory                         |
| 6          | 6         | Die Beständigkeit der Erinnerung                      | The Persistence of Memory                  | 11. Juli 2011        | 24. Feb. 2014                         | James L. Conway | Henry Robles                        |
| 7          | 7         | Hirschjagd                                            | The Stag Hunt                              | 18. Juli 2011        | 3. März 2014                          | Michael Lange   | Sean Reycraft                       |
| 8          | 8         | Büchse der Pandora                                    | Pandora’s Box                              | 25. Juli 2011        | 10. März 2014                         | Elodie Keene    | Becky Hartman Edwards & Lizzy Weiss |
| 9          | 9         | Paradise Lost                                         | Paradise Lost                              | 1. Aug. 2011         | 17. März 2014                         | Ron Lagomarsino | Chad Fiveash & James Stoteraux      |
| 10         | 10        | Die Heimkehr                                          | The Homecoming                             | 8. Aug. 2011         | 24. März 2014                         | David Paymer    | Lizzy Weiss                         |
| 11         | 11        | Sternennacht                                          | Starry Night                               | 3. Jan. 2012         | 31. März 2014                         | Steve Miner     | Lizzy Weiss                         |
| 12         | 12        | Das Gewitter                                          | The Tempest                                | 10. Jan. 2012        | 7. Apr. 2014                          | Mel Damski      | Anne Kenney                         |
| 13         | 13        | Selbstportrait mit verbundenem Ohr                    | Self-Portrait With Bandaged Ear            | 17. Jan. 2012        | 14. Apr. 2014                         | Steve Miner     | Becky Hartman Edwards               |
| 14         | 14        | Gabrielle d’Estrées und eine ihrer Schwestern         | Les Soeurs d’Estrees                       | 24. Jan. 2012        | 28. Apr. 2014                         | Arlene Sanford  | Joy Gregory                         |
| 15         | 15        | Vertreibung aus dem Paradies                          | Expulsion From the Garden of Eden          | 31. Jan. 2012        | 5. Mai 2014                           | Steve Miner     | Chad Fiveash & James Stoteraux      |
| 16         | 16        | Die zwei Fridas                                       | Las Dos Fridas                             | 7. Feb. 2012         | 12. Mai 2014                          | Chris Grismer   | Henry Robles                        |
| 17         | 17        | Schütz mich vor dem, was ich will                     | Protect Me From What I Want                | 14. Feb. 2012        | 19. Mai 2014                          | David Paymer    | Becky Hartman Edwards & Lizzy Weiss |
| 18         | 18        | Die Malkunst                                          | The Art of Painting                        | 21. Feb. 2012        | 26. Mai 2014                          | Norman Buckley  | Joy Gregory & Anne Kenney           |
| 19         | 19        | Schreib einem einsamen Soldaten                       | Write a Lonely Soldier                     | 28. Feb. 2012        | 2. Juni 2014                          | Bethany Rooney  | Chad Fiveash & James Stoteraux      |
| 20         | 20        | Game On                                               | Game On                                    | 6. März 2012         | 16. Juni 2014                         | Ron Lagomarsino | Becky Hartman Edwards & Lizzy Weiss |
| 21         | 21        | Der Schlaf der Vernunft gebiert Ungeheuer             | The Sleep of Reason Produces Monsters      | 13. März 2012        | 23. Juni 2014                         | Elodie Keene    | Joy Gregory & Henry Robles          |
| 22         | 22        | Allegorie der Liebe                                   | Venus, Cupid, Folly, and Time              | 20. März 2012        | 30. Juni 2014                         | Michael Lange   | Lizzy Weiss                         |
| 23         | 23        | Das ist die Farbe meiner Träume                       | This is the Color of My Dreams             | 3. Sep. 2012         | 7. Juli 2014                          | Steve Miner     | Lizzy Weiss                         |
| 24         | 24        | Der Eindringling                                      | The Intruder                               | 10. Sep. 2012        | 14. Juli 2014                         | Michael Lange   | Chad Fiveash & James Stoteraux      |
| 25         | 25        | Der Schock, gesehen zu werden                         | The Shock of Being Seen                    | 17. Sep. 2012        | 21. Juli 2014                         | Steve Miner     | Joy Gregory & Becky Hartman Edwards |
| 26         | 26        | Der Baum der Verzeihung                               | Tree of Forgiveness                        | 24. Sep. 2012        | 28. Juli 2014                         | David Paymer    | Ariel Rubin & Michael V. Ross       |
| 27         | 27        | Unabhängigkeitserklärung                              | The Declaration of Independence            | 1. Okt. 2012         | 4. Aug. 2014                          | Steve Miner     | Anne Kenney                         |
| 28         | 28        | Wir sind die Kraken unserer eigenen sinkenden Schiffe | We Are the Kraken of Our Own Sinking Ships | 8. Okt. 2012         | 11. Aug. 2014                         | Ron Lagomarsino | Henry Robles                        |
| 29         | 29        | Der Prozess                                           | The Trial                                  | 15. Okt. 2012        | 18. Aug. 2014                         | Bethany Rooney  | Joy Gregory & Becky Hartman Edwards |
| 30         | 30        | Die Straße dringt ins Haus                            | Street Noises Invade the House             | 22. Okt. 2012        | 25. Aug. 2014                         | Steve Miner     | Lizzy Weiss                         |

## Staffel 2
Die Erstausstrahlung der zweiten Staffel war vom 7. Januar bis zum 19. August 2013 auf dem US-amerikanischen Kabelsender ABC Family zu sehen. Die deutschsprachige Erstausstrahlung sendete der deutsche Free-TV-Sender Disney Channel vom 1. September 2014 bis zum 17. November 2014.
| Nr. (ges.) | Nr. (St.) | Deutscher Titel                                                         | Originaltitel                                                     | Erstausstrahlung USA | Deutschsprachige Erstausstrahlung (D) | Regie           | Drehbuch                                  |
| ---------- | --------- | ----------------------------------------------------------------------- | ----------------------------------------------------------------- | -------------------- | ------------------------------------- | --------------- | ----------------------------------------- |
| 31         | 1         | Der Schlüssel zur Freiheit                                              | The Door to Freedom                                               | 7. Jan. 2013         | 1. Sep. 2014                          | Steve Miner     | Lizzy Weiss                               |
| 32         | 2         | Das Erwachen des Gewissens                                              | The Awakening Conscience                                          | 14. Jan. 2013        | 8. Sep. 2014                          | Fred Gerber     | Joy Gregory & Bekah Brunstetter           |
| 33         | 3         | Duell zweier Damen                                                      | Duel of Two Women                                                 | 21. Jan. 2013        | 15. Sep. 2014                         | John Behring    | Anne Kenney                               |
| 34         | 4         | Ankleiden für die Charade                                               | Dressing for the Charade                                          | 28. Jan. 2013        | 15. Sep. 2014                         | Melanie Mayron  | Chad Fiveash & James Stoteraux            |
| 35         | 5         | Die erworbene Unfähigkeit zu fliehen                                    | The Acquired Inability to Escape                                  | 4. Feb. 2013         | 22. Sep. 2014                         | Zetna Fuentes   | Joy Gregory & Henry Robles                |
| 36         | 6         | Mensch, Bedürfnis, Verlangen                                            | Human/Need/Desire                                                 | 11. Feb. 2013        | 22. Sep. 2014                         | Norman Buckley  | Lizzy Weiss & Bekah Brunstetter           |
| 37         | 7         | Ramm’ das Messer rein                                                   | Drive in the Knife                                                | 18. Feb. 2013        | 29. Sep. 2014                         | Steve Miner     | Chad Fiveash & James Stoteraux            |
| 38         | 8         | Die Seiltänzerin                                                        | Tight Rope Walker                                                 | 25. Feb. 2013        | 29. Sep. 2014                         | Joanna Kerns    | Anne Kenney & Henry Robles                |
| 39         | 9         | Die Erhebung                                                            | Uprising                                                          | 4. März 2013         | 6. Okt. 2014                          | Steve Miner     | Lizzy Weiss                               |
| 40         | 10        | Vorführung des Wunders                                                  | Introducing the Miracle                                           | 11. März 2013        | 6. Okt. 2014                          | Ron Lagomarsino | Becky Hartman Edwards & Lizzy Weiss       |
| 41         | 11        | Mutter und Kind getrennt                                                | Mother and Child Divided                                          | 10. Juni 2013        | 13. Okt. 2014                         | Ron Lagomarsino | Lizzy Weiss                               |
| 42         | 12        | Deformiertes Haus                                                       | Distorted House                                                   | 17. Juni 2013        | 13. Okt. 2014                         | Fred Gerber     | Joy Gregory & Henry Roble                 |
| 43         | 13        | Der gute Samariter                                                      | The Good Samaritan                                                | 24. Juni 2013        | 20. Okt. 2014                         | Zetna Fuentes   | Becky Hartman Edwards & Bekah Brunstetter |
| 44         | 14        | Er machte, was er wollte                                                | He Did What He Wanted                                             | 1. Juli 2013         | 20. Okt. 2014                         | Steve Miner     | Lizzy Weiss & Michael Ross                |
| 45         | 15        | Seht her ein Affe                                                       | Ecce Mono                                                         | 8. Juli 2013         | 27. Okt. 2014                         | David Paymer    | Chad Fiveash & James Stoteraux            |
| 46         | 16        | Die physische Unmöglichkeit des Todes in der Vorstellung eines Lebenden | The Physical Impossibility of Death in the Mind of Someone Living | 15. Juli 2013        | 27. Okt. 2014                         | Melanie Mayron  | Darla Lansu                               |
| 47         | 17        | Vorsicht, Habgier, Lust, Gerechtigkeit, Zorn                            | Prudence, Avarice, Lust, Justice, Anger                           | 22. Juli 2013        | 3. Nov. 2014                          | Lea Thompson    | Terrence Coli & Becky Hartman Edwards     |
| 48         | 18        | Wenn die Schatten sich vertiefen/länger werden                          | As the Shadows Deepen                                             | 29. Juli 2013        | 3. Nov. 2014                          | Wendey Stanzler | Joy Gregory & Henry Robles                |
| 49         | 19        | Was hinaufgeht, kommt auch wieder runter                                | What Goes Up Must Come Down                                       | 5. Aug. 2013         | 10. Nov. 2014                         | Joanna Kerns    | Bekah Brunstetter & Lizzy Weiss           |
| 50         | 20        | The Merrymakers                                                         | The Merrymakers                                                   | 12. Aug. 2013        | 10. Nov. 2014                         | Zetna Fuentes   | James Stoteraux & Chad Fiveash            |
| 51         | 21        | Departure of Summer                                                     | Departure of Summer                                               | 19. Aug. 2013        | 17. Nov. 2014                         | Steve Miner     | Becky Hartman Edwards & Lizzy Weiss       |

## Staffel 3
Die Erstausstrahlung der dritten Staffel war vom 13. Januar bis zum 8. Dezember 2014 auf dem US-amerikanischen Kabelsender ABC Family zu sehen. Die deutschsprachige Erstausstrahlung sendet der deutsche Free-TV-Sender Disney Channel seit dem 21. September 2015.
| Nr. (ges.) | Nr. (St.) | Deutscher Titel                                           | Originaltitel                                                 | Erstausstrahlung USA | Deutschsprachige Erstausstrahlung (D) | Regie             | Drehbuch                          |
| ---------- | --------- | --------------------------------------------------------- | ------------------------------------------------------------- | -------------------- | ------------------------------------- | ----------------- | --------------------------------- |
| 52         | 1         | Ertrinkendes Mädchen                                      | Drowning Girl                                                 | 13. Jan. 2014        | 21. Sep. 2015                         | Jim Hayman        | Lizzy Weiss                       |
| 53         | 2         | Your Body is a Battleground                               | Your Body is a Battleground                                   | 20. Jan. 2014        | 28. Sep. 2015                         | Lea Thompson      | James Stoteraux & Chad Fiveash    |
| 54         | 3         | Fontäne                                                   | Fountain                                                      | 27. Jan. 2014        | 5. Okt. 2015                          | Allan Arkush      | Terrence Coli & Joy Gregory       |
| 55         | 4         | Mit der Liebe warten tut weh, wenn die Liebe woanders ist | It Hurts to Wait With Love If Love is Somewhere Else          | 3. Feb. 2014         | 12. Okt. 2015                         | Melanie Mayron    | Linda Gase & Henry Robles         |
| 56         | 5         | —                                                         | Have You Really the Courage?                                  | 10. Feb. 2014        | 19. Okt. 2015                         | Zetna Fuentes     | Bekah Brunstetter                 |
| 57         | 6         | Der Schrei                                                | The Scream                                                    | 17. Feb. 2014        | 26. Okt. 2015                         | Jonathan Frakes   | Chad Fiveash & James Stoteraux    |
| 58         | 7         | —                                                         | Memory is Your Image of Perfection                            | 24. Feb. 2014        | 2. Nov. 2015                          | Lee Rose          | Terrence Coli                     |
| 59         | 8         | —                                                         | Dance Me to the End of Love                                   | 3. März 2014         | 9. Nov. 2015                          | Millicent Shelton | Michael V. Ross                   |
| 60         | 9         | Vergangenheit                                             | The Past (Forgotten-Swallowed)                                | 10. März 2014        | 16. Nov. 2015                         | Fred Gerber       | Joy Gregory                       |
| 61         | 10        | Der Überfall                                              | The Ambush                                                    | 17. März 2014        | 23. Nov. 2015                         | Allan Arkush      | Henry Robles & Bekah Brunstetter  |
| 62         | 11        | Die Liebe zieht die Unschuld an                           | Love Seduces Innocence, Pleasure Entraps, and Remorse Follows | 24. März 2014        | 30. Nov. 2015                         | Steve Miner       | Linda Gase & Lizzy Weiss          |
| 63         | 12        | Liebe zwischen den Ruinen                                 | Love Among the Ruins                                          | 16. Juni 2014        | 7. Dez. 2015                          | Norman Buckley    | Lizzy Weiss                       |
| 64         | 13        | —                                                         | Like a Snowball Down a Mountain                               | 23. Juni 2014        | 14. Dez. 2015                         | Melanie Mayron    | James Stoteraux & Chad Fiveash    |
| 65         | 14        | Oh, Zukunft!                                              | Oh, Future                                                    | 30. Juni 2014        | 28. Dez. 2015                         | Zetna Fuentes     | Henry Robles                      |
| 66         | 15        | Und wir tragen das Licht                                  | And We Bring the Light                                        | 7. Juli 2014         | 4. Jan. 2016                          | Jim Hayman        | Joy Gregory & Alexander Georgakis |
| 67         | 16        | —                                                         | The Image Disappears                                          | 14. Juli 2014        | 11. Jan. 2016                         | Wendey Stanzler   | Terrence Coli & Linda Gase        |
| 68         | 17        | Mädchen mit Totenmaske                                    | Girl Death Mask (She Plays Alone)                             | 21. Juli 2014        | 18. Jan. 2016                         | Joanna Kerns      | Lizzy Weiss & Bekah Brunstetter   |
| 69         | 18        | —                                                         | It Isn’t What You Think                                       | 28. Juli 2014        | 25. Jan. 2016                         | Ron Lagomarsino   | Henry Robles & J.R. Phillips      |
| 70         | 19        | Du wirst nicht entwischen                                 | You Will Not Escape                                           | 4. Aug. 2014         | 1. Feb. 2016                          | Michael Lange     | Joy Gregory                       |
| 71         | 20        | —                                                         | Girl on the Cliff                                             | 11. Aug. 2014        | 8. Feb. 2016                          | D. W. Moffett     | Linda Gase                        |
| 72         | 21        | —                                                         | And Life Begins Right Away                                    | 18. Aug. 2014        | 15. Feb. 2016                         | Melanie Mayron    | Lizzy Weiss & William H. Brown    |
| 73         | 22        | —                                                         | Yuletide Fortune Tellers                                      | 8. Dez. 2014         | 21. Dez. 2015                         | Michael Grossman  | Terrence Coli & Lizzy Weiss       |

## Staffel 4
Die Erstausstrahlung der vierten Staffel war vom 6. Januar bis zum 26. Oktober 2015 auf dem US-amerikanischen Kabelsender ABC Family zu sehen. Eine deutschsprachige Erstausstrahlung wurde bisher noch nicht gesendet.
| Nr. (ges.) | Nr. (St.) | Deutscher Titel                                      | Originaltitel                                                          | Erstausstrahlung USA | Deutschsprachige Erstausstrahlung (—) | Regie             | Drehbuch                           |
| ---------- | --------- | ---------------------------------------------------- | ---------------------------------------------------------------------- | -------------------- | ------------------------------------- | ----------------- | ---------------------------------- |
| 74         | 1         | Und daran ist nichts zu ändern                       | And It Cannot Be Changed                                               | 6. Jan. 2015         | —                                     | Steve Miner       | Lizzy Weiss                        |
| 75         | 2         | Der die Wellen abstützt                              | Bracing the Waves                                                      | 13. Jan. 2015        | —                                     | Michael Lange     | Henry Robles                       |
| 76         | 3         | Ich schließe mich in mich selbst ein                 | I Lock the Door Upon Myself                                            | 20. Jan. 2015        | —                                     | Glenn Steelman    | William H. Brown                   |
| 77         | 4         | Wir waren uns so nah, dass nichts zwischen uns stand | We Were So Close That Nothing Used to Stand Between Us                 | 27. Jan. 2015        | —                                     | Allan Arkush      | Linda Gase & Bekah Brunstetter     |
| 78         | 5         | Beim ersten klaren Wort                              | At the First Clear Word                                                | 3. Feb. 2015         | —                                     | Melanie Mayron    | Lizzy Weiss & Joy Gregory          |
| 79         | 6         | Arrangement in Grau und Schwarz                      | Black and Gray                                                         | 10. Feb. 2015        | —                                     | Ron Lagomarsino   | Henry Dobles & Darla Lansu         |
| 80         | 7         | —                                                    | Fog and Storm and Rain                                                 | 17. Feb. 2015        | —                                     | Lea Thompson      | William H. Brown                   |
| 81         | 8         | Kunst, wie Liebe ist Hingabe                         | Art Like Love Is Dedication                                            | 24. Feb. 2015        | —                                     | Jonathan Frakes   | Linda Gase                         |
| 82         | 9         | Die Wahl der Spielerin                               | The Player’s Choice                                                    | 3. März 2015         | —                                     | David Paymer      | Terrence Coli                      |
| 83         | 10        | —                                                    | There Is My Heart                                                      | 10. März 2015        | —                                     | Norman Buckley    | Lizzy Weiss & Bekah Brunstetter    |
| 84         | 11        | —                                                    | To Repel Ghosts                                                        | 24. Aug. 2015        | —                                     | Millicent Shelton | Lizzy Weiss                        |
| 85         | 12        | —                                                    | How Does a Girl Like You Get to Be a Girl Like You                     | 31. Aug. 2015        | —                                     | Zetna Fuentes     | Bekah Brunstetter                  |
| 86         | 13        | Zwischen Hoffnung und Angst                          | Between Hope and Fear                                                  | 7. Sep. 2015         | —                                     | David Paymer      | Lizzy Weiss & Dayna Lynne North    |
| 87         | 14        | —                                                    | We Mourn, We Weep, We Love Again                                       | 14. Sep. 2015        | —                                     | Ron Lagomarsino   | Henry Robles & Alexander Georgakis |
| 88         | 15        | —                                                    | Instead of Damning the Darkness, It’s Better to Light a Little Lantern | 21. Sep. 2015        | —                                     | Michael Lange     | Linda Gase & Lizzy Weiss           |
| 89         | 16        | —                                                    | Borrowing Your Enemy's Arrows                                          | 28. Sep. 2015        | —                                     | D. W. Moffett     | William H. Brown                   |
| 90         | 17        | Dem Sieger gehört die Beute                          | To the Victor Belong the Spoils                                        | 5. Okt. 2015         | —                                     | Jay Karas         | T.J. Brady & Rasheed Newson        |
| 91         | 18        | Die Anpassung der Begierde                           | The Accommodations of Desire                                           | 12. Okt. 2015        | —                                     | Michael Grossman  | Henry Robles & Dayna Lynne North   |
| 92         | 19        | Eine verrückte Tee-Party                             | A Mad Tea Party                                                        | 19. Okt. 2015        | —                                     | Carlos Gonzalez   | Linda Gase                         |
| 93         | 20        | —                                                    | And Always Searching for Beauty                                        | 26. Okt. 2015        | —                                     | Melanie Mayron    | Lizzy Weiss & Bekah Brunstetter    |

## Staffel 5
Im Oktober 2015 wurde die Serie um eine fünfte Staffel verlängert, mit der die Serie beendet werden wird.  Die Ausstrahlung erfolgte vom 24. Januar bis zum 11. April 2017.
| Nr. (ges.) | Nr. (St.) | Deutscher Titel        | Originaltitel                | Erstausstrahlung USA | Deutschsprachige Erstausstrahlung (—) | Regie           | Drehbuch                          |
| ---------- | --------- | ---------------------- | ---------------------------- | -------------------- | ------------------------------------- | --------------- | --------------------------------- |
| 94         | 1         | Der Ruf                | The Call                     | 31. Jan. 2017        | —                                     | Allan Arkush    | Lizzy Weiss                       |
| 95         | 2         | Das hat mit mir zu tun | This Has to Do with Me       | 7. Feb. 2017         | —                                     | D. W. Moffett   | William H. Brown & Liz Sczudlo    |
| 96         | 3         | Die Überraschung       | Surprise                     | 14. Feb. 2017        | —                                     | Stephen Tolkin  | Terrence Coli & Colin Waite       |
| 97         | 4         | —                      | Relation of Lines and Colors | 21. Feb. 2017        | —                                     | Carlos González | Linda Gase & J.R. Phillips        |
| 98         | 5         | —                      | Occupy Truth                 | 28. Feb. 2017        | —                                     | Jeff Byrd       | Talicia Raggs & Lizzy Weiss       |
| 99         | 6         | Vier Lebensalter       | Four Ages in Life            | 7. März 2017         | —                                     | Janice Cooke    | Terrence Coli & Lenn K. Rosenfeld |
| 100        | 7         | Speicher               | Memory (The Heart)           | 21. März 2017        | —                                     | Lea Thompson    | Linda Gase                        |
| 101        | 8         | —                      | Left in Charge               | 28. März 2017        | —                                     | Dawn Wilkinson  | Liz Sczudlo                       |
| 102        | 9         | Der Wolf ist Warten    | The Wolf is Waiting          | 4. Apr. 2017         | —                                     | Jill D'Agnenica | Terrence Coli & William H. Brown  |
| 103        | 10        | Es lebe die Liebe      | Long Live Love               | 11. Apr. 2017        | —                                     | Steve Miner     | Lizzy Weiss & Linda Gase          |